# بلعاص
بلعاص هي إحدى بلديات ولاية عين الدفلى الجزائرية يحدها من الشمال بلدية زدين ومن الجنوب دائرة بطحية ومن الجنوب الشرقي بلدية الحسنية ومن الغرب بلدية الماين ومن الشرق جبال لاطلس البليدي [المداد]